# Adam Christoph von Flanß

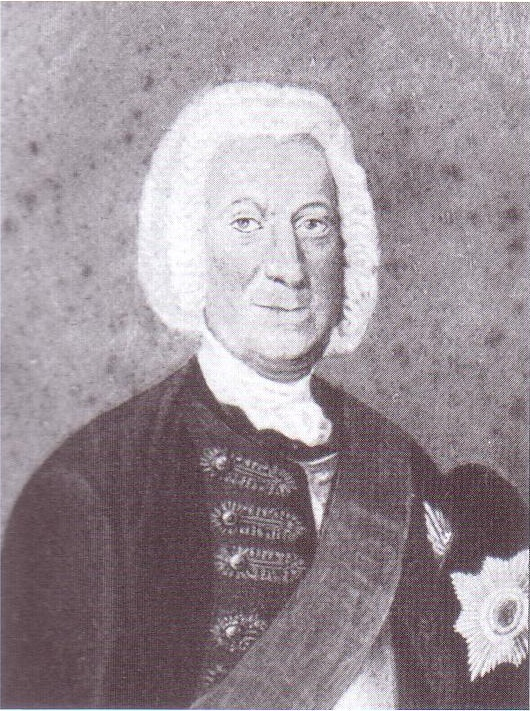
Adam Christoph von Flanß

Adam Christoph von Flanß (* 4. Juli 1664 in Wittbrietzen in der Mittelmark; † 10. Juni 1748 in Königsberg) war ein preußischer Generalfeldmarschall, Gouverneur von Memel, Mitglied des Tabakskollegiums von Friedrich Wilhelm I. sowie Ritter des Schwarzen Adlerordens  und des Johanniterordens.

## Leben

### Herkunft
Adam Christoph von Flanß entstammte dem uralten märkischen Geschlecht Flanß. Seine Eltern waren Adam Ehrentreich von Flanß und dessen Ehefrau Magdalena von Flanß aus dem Hause Wittbrietzen. Die Familie besaß Baumgarten im Kreis Ruppin sowie Groß-Ziethen und Klein-Ziethen in Teltow.

### Militärkarriere
1674 kam er in den Haushalt des kurbrandenburgischen Generals von Wangenheim, wo er bis 1680 blieb. Er ging in das Infanterieregiment „von Dönhoff“. Am 6. September 1694 wurde er dort zum Hauptmann ernannt und ausgemustert. Er stellte auf eigene Kosten ein Regiment von 25 Mann und wurde als deren Kapitän wieder in die Armee aufgenommen. 1698 war er an einem Kommandounternehmen in Elbing beteiligt. Er und drei weitere Offiziere hatten sich in die Stadt geschlichen, um die Tore für preußische Truppen zu öffnen. Damit wollte der Kurfürst die polnische Regierung unter Druck setzen, um geliehene Gelder zurückzubekommen.
Während des Spanischen Erbfolgekriegs wurde er am 8. August 1705 zum Major befördert. Bei der Belagerung von Lille (1708) wurde er verwundet. Am 10. August 1709 wurde er Oberstleutnant und am 5. Juni 1718 Oberst. Im Jahre 1723 wurde er Amtshauptmann von Fehrbellin und Alt Ruppin. 1728 übernahm er das Infanterieregiment „von Dohna“. Im selben Jahr kaufte er das Gut Schönwalde, das er später seiner Tochter als Mitgift schenkte. Seit 1731 Generalmajor, nahm er 1734/35 unter General Erhard Ernst von Röder am Rheinfeldzug teil. 1736 wird er Gouverneur der Festung Memel.  Im Juni 1740 erhielt er den Schwarzen Adlerorden. Im Ersten Schlesischen Krieg marschierte Flanß mit 12.000 Mann in der Schlacht bei Chotusitz. Am 25. Mai 1743 wurde er zum General der Infanterie sowie am 18. März 1745 zum Generalfeldmarschall befördert.
Nach seinem Tod in Königsberg wurde er auf dem Gut seiner Schwiegereltern in Mühlhausen beerdigt.
Der König spielte gern mit ihm Toccadille. Bei Krankheitsfällen brachte Flanß das Wild für die Küche. Zusammen mit Wilhelm Dietrich von Buddenbrock konnte er den bei König Friedrich II. in Ungnade gefallenen Hans Joachim von Zieten rehabilitieren. Zieten wurde später einer der wenigen persönlichen Freunde des Königs.

### Familie
Er war seit 1709 mit Amalie Charlotte von Kalkstein aus dem Haus Mühlhausen verheiratet. Sie war die Tochter von Christoph Albrecht von Kalkstein, Herr auf Knauten und Wogau, und dessen Frau Marie Agnes, geborene von Lehwaldt.
Das Paar hatte folgende Kinder:
- Marie Elisabeth (1710–1747) ⚭ Adolf von Polenz auf Frebau
- Friedrich Wilhelm (*/† 1712)
- Adam Christoph (1713–1738), Ritter des Johanniterorden
- Johanna Charlotte (1718–1732)

Der General Kurt Friedrich von Flanß ist der Sohn seines Bruders Henning Ehrenreich von Flanß. Der Generalfeldmarschall Christoph Wilhelm von Kalckstein war der Bruder seiner Frau.